# Olbers (Mondkrater)
Olbers ist ein Einschlagkrater am westlichsten Rand der Mondvorderseite, ist daher wenn überhaupt, dann nur stark verzerrt von der Erde aus sichtbar.
Der Kraterrand ist sehr stark erodiert und weitgehend eingeebnet.
| Buchstabe | Position             | Durchmesser          | Link                 |
| --------- | -------------------- | -------------------- | -------------------- |
| A         | Umbenannt in Glushko | Umbenannt in Glushko | Umbenannt in Glushko |
| B         | 6,81° N, 74,19° W    | 16 km                |                      |
| D         | 10,18° N, 77,98° W   | 100 km               |                      |
| G         | 8,39° N, 74,64° W    | 9 km                 |                      |
| H         | 8,67° N, 74,52° W    | 7 km                 |                      |
| K         | 6,84° N, 78,21° W    | 24 km                |                      |
| M         | 8° N, 81,14° W       | 40 km                |                      |
| N         | 8,98° N, 79,77° W    | 21 km                |                      |
| S         | 6,83° N, 76,7° W     | 19 km                |                      |
| V         | 9,12° N, 73,08° W    | 6 km                 |                      |
| W         | 5,88° N, 81,56° W    | 18 km                |                      |
| Y         | 6,43° N, 83,68° W    | 21 km                |                      |

Der Krater wurde 1935 von der IAU nach dem deutschen Astronomen Heinrich Wilhelm Olbers offiziell benannt.